# Marcel Papaux

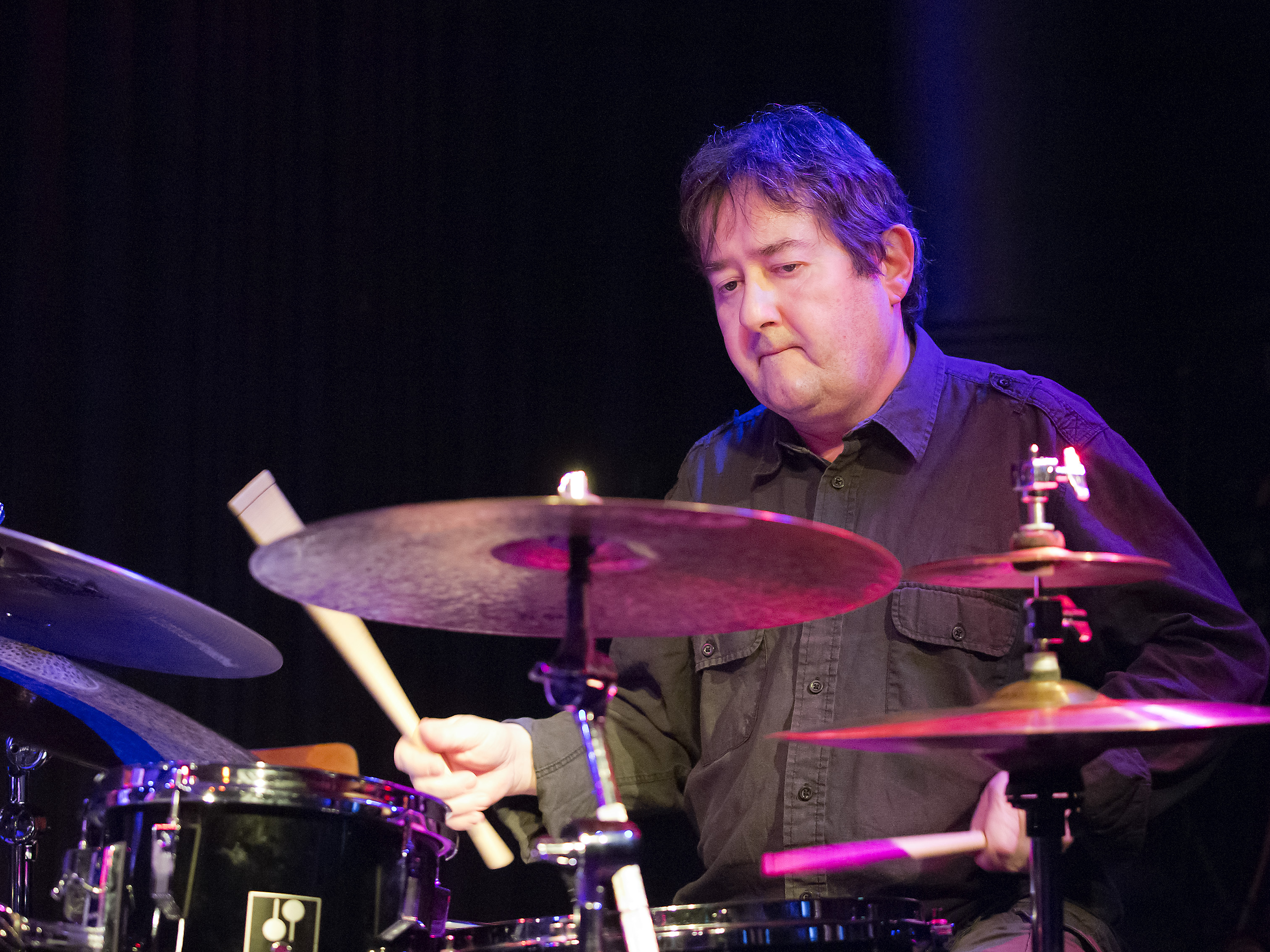
Marcel Papaux (2011)

Marcel Papaux (* 31. Oktober 1960 in Fribourg; † 11. Dezember 2023) war ein Schweizer Jazz-Schlagzeuger.

## Leben und Wirken
Marcel Papaux studierte am Musikkonservatorium in Fribourg und belegte zusätzliche Kurse bei Americo Bellotto und dem Schlagzeuger Ronnie Stephenson. Zu dieser Zeit reichten seine musikalischen Interessen noch von klassischer Musik über Rock und Unterhaltungsmusik bis hin zum Jazz. Erst der Pianist Max Jendly konnte ihn überzeugen, sich in erster Linie der Jazzmusik zuzuwenden.
Von 1988 bis 1996 spielte Papaux unter Yvan Ischer in der Bigband von Lausanne. In dieser Zeit hatte er die Möglichkeit, mit Gastmusikern wie Johnny Griffin, Toots Thielemans oder Fred Hersch zu arbeiten. Weiterhin spielte Papaux mehrere Jahre mit dem Trompeter Matthieu Michel und dem Pianisten Thierry Lang sowie im Trio von Patrick Muller. Ab 1993 gehörte er zum Quintett des Gitarristen Harald Haerter und stand bei Tourneen durch Europa und durch die USA zusammen mit Musikern wie Dewey Redman, Gary Bartz, Chris Potter, Arthur Blythe, Johannes Enders, Joe Lovano oder Michael Brecker auf der Bühne. Regelmässig arbeitete er auch mit dem Gitarristen Gérald Zbinden oder dem Schlagzeuger Alain Tissot. Im Jahr 2000 gehörte er sowohl zu den Gründungsmitgliedern des ungewöhnlichen Schlagzeugquartetts Room 02 als auch zum neugegründeten Trio Cholet-Känzig-Papaux. Letzteres arbeitete gelegentlich mit den Saxophonisten Rick Margitza und Charlie Mariano zusammen. Seit 2003 gehörte er zum Christoph Stiefel Trio, zu welchem bis 2008 der Bassist Patrice Moret gehörte, dann Thomas Lähns.
Bei Konzert- und Festivalauftritten begleitete Papaux weiterhin Musiker wie Mick Goodrick, Jimmy Woode, Phil Woods, Lee Konitz, Richard Galliano, Art Farmer, George Gruntz, Nils Petter Molvær, Michel Portal, Wolfgang Muthspiel, Paolo Fresu oder John Taylor.
Im Dezember 2023 verstarb Papaux im Alter von 63 Jahren.

## Diskographie (Auswahl)
- Big Band de Lausanne: A Monk’s Dream (Plainisphare, 1990) mit Johnny Griffin
- Thierry Lang Trio: Between a Smile and Tears (TCB, 1991)
- Harald Haerter, Dewey Redman: Mostly Live (Enja, 1996)
- Cholet-Känzig-Papaux Trio: Autumn circle (Altrisuoni, 2003)
- Christoph Stiefel: Inner Language Trio (Neuklang, 2008)
- Hellmüller, Risso, Papaux: Waiting for You (Unit Records 2012)
- Cholet-Känzig-Papaux Trio: Exchange (Neuklang, 2014)
- Mengis, Pfammatter, Hagen, Papaux: Live Capitol Brig (Wide Ear Records, 2022)